# 六甲枝垂れ

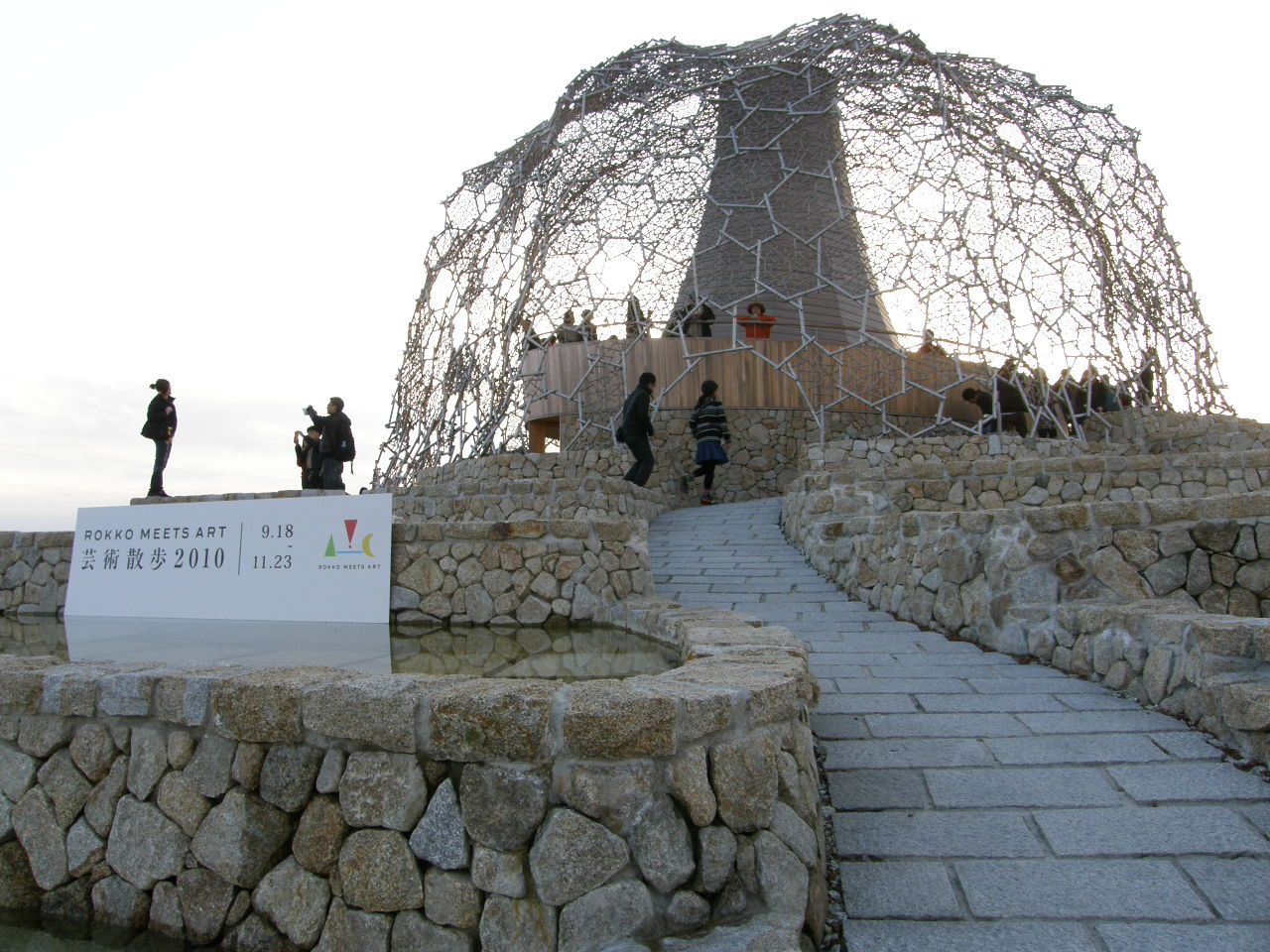
六甲枝垂れ

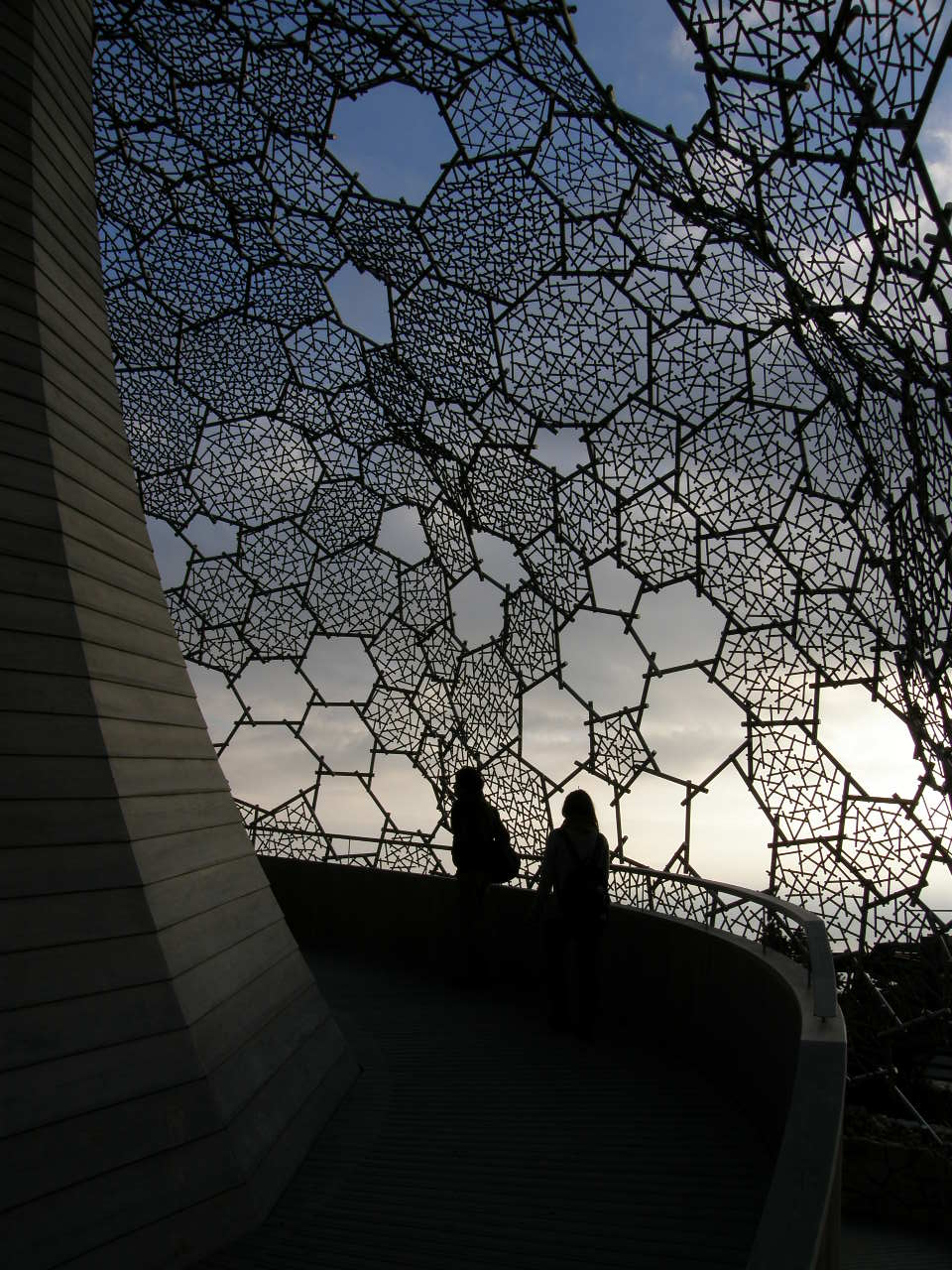
「枝葉」を内側から見る

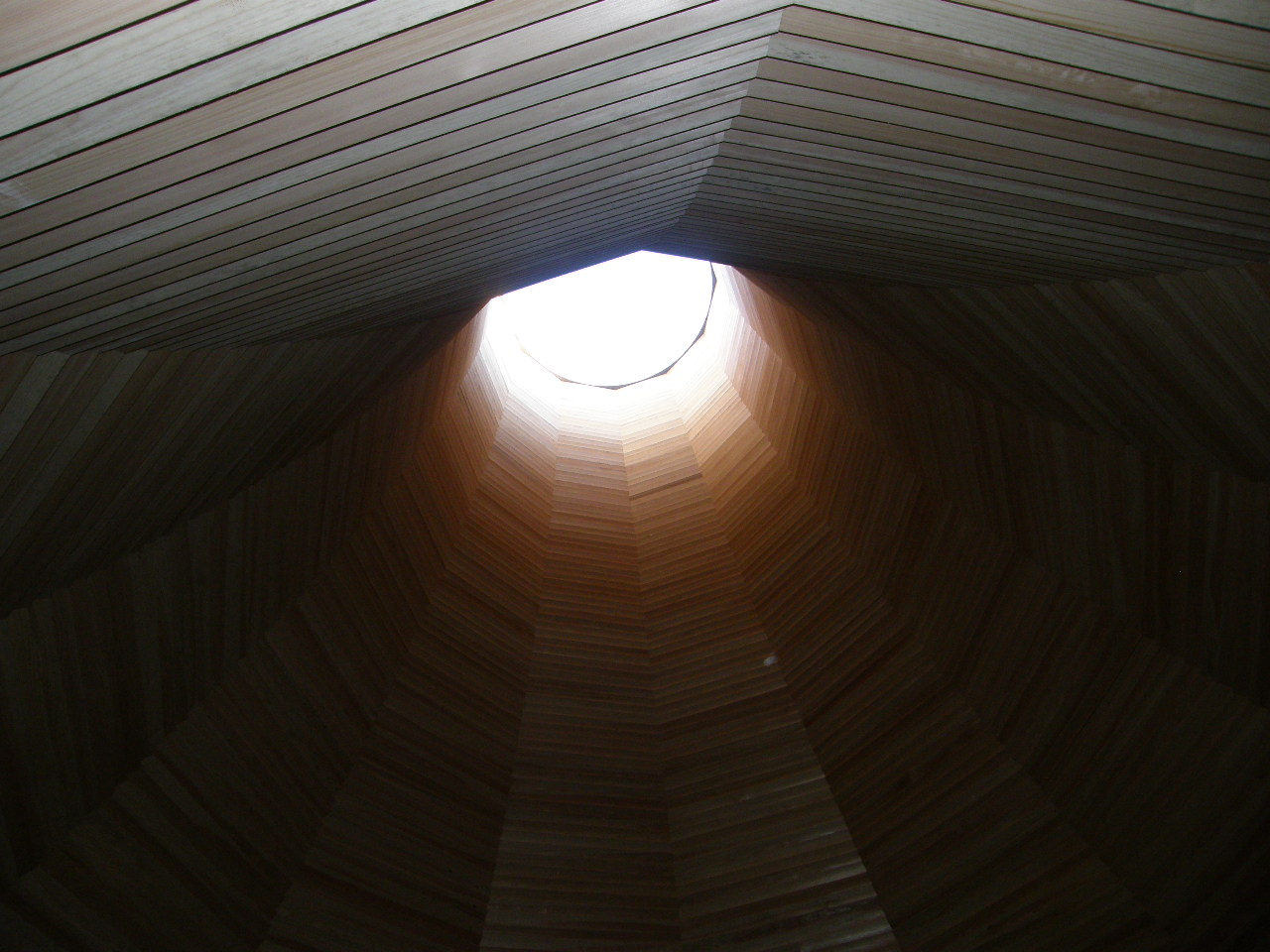
建物中心部（樹の幹）から見上げる

六甲枝垂れ（ろっこうしだれ）は、神戸市灘区六甲山五介山にある展望台。六甲ガーデンテラス内にある。

## 概要
2010年7月にオープンした「自然体感展望台」と銘打たれた有料の展望所。海抜約900m。1957年開業の十国展望台が2002年に老朽化したために閉鎖になった跡地に、経営する阪神電鉄系の「阪神総合レジャー」により建設された。総工費は約2億円。
神戸市街のほか、明石海峡、大阪湾、大阪平野、関西空港までが望める。設計は犬島アートプロジェクト「精錬所」などでも知られる三分一博志。「山の上に立つ一本の大きな樹」がコンセプト。コンペティションで最優秀賞受賞をし、採用された。
作品は、枝垂れをイメージし、末広がりの円筒状のヒノキの板張り建築（幹、高さ約10ｍ）を六角形を基本としたヒノキの枠（枝・葉）により構成される葉脈状の網目のドームが覆い尽くす独自の形状で、ほとんど電力を使わず、太陽光、風力などの自然エネルギーを活用されている。ヒノキの枠には冬季に樹氷が張り付くよう考慮され、枠の内部から空を見上げると木洩れ日に包まれるような感覚をもたらすように意図されている。螺旋状のバリアフリーのスロープ（回廊）が建物外部、および内部に至るまで張りめぐらされ、角度を変えながら周囲の景観を俯瞰できる構造となっている。建物内部には、ガラス越しに下界が俯瞰できるスペースや、長方形に切り取られたフレームから庭が眺められるコーナー、さらに薄暗い建物中心部内部からは、煙突の内部から見上げるように、頭上にぽっかりと円形に切り取られた空がのぞく。内部の氷室には冬季に氷が蓄えられ、夏季には空調を利用せずして吹き抜ける風により涼しさを体感できるよう工夫されている。

## 所在地
- 〒657-0101　神戸市灘区六甲山町五介山1877-9

## 交通
- 六甲ケーブル山上駅から六甲山上バスで約7分～11分。
- 自動車：三宮から約18km、40分。

## 入場料
- 大人1,000円・小人500円

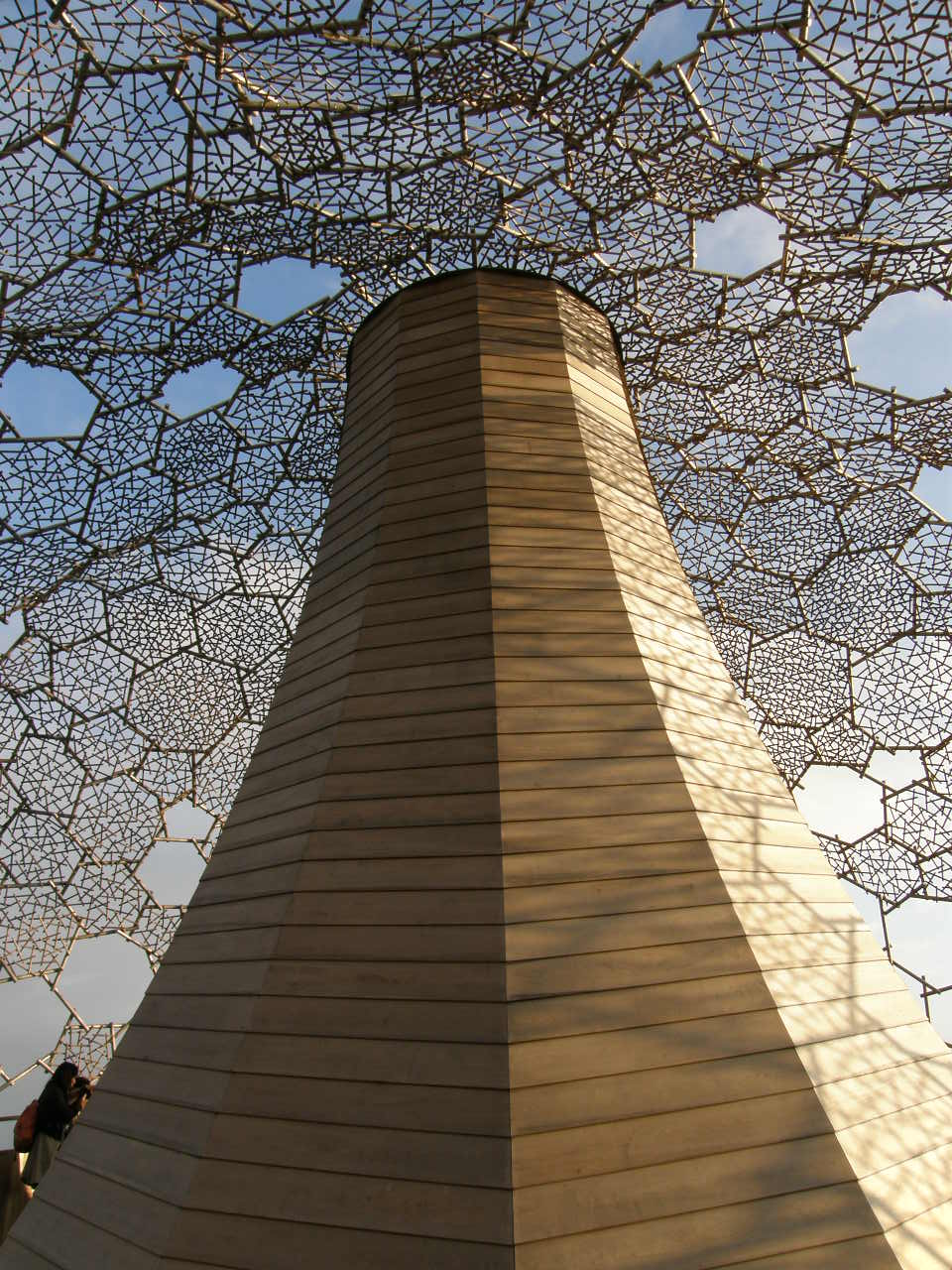
展望台内側より
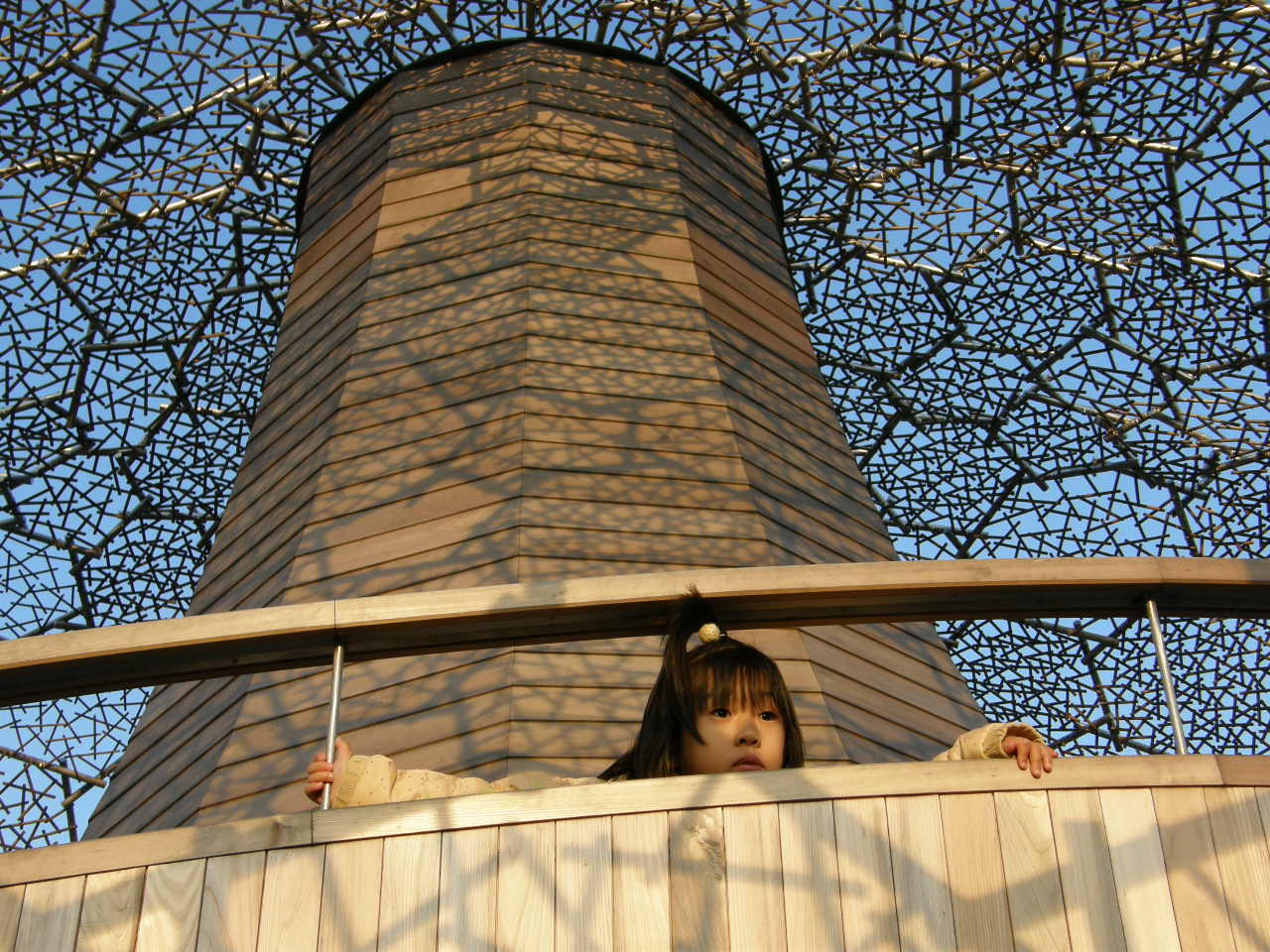
屋外上階展望所
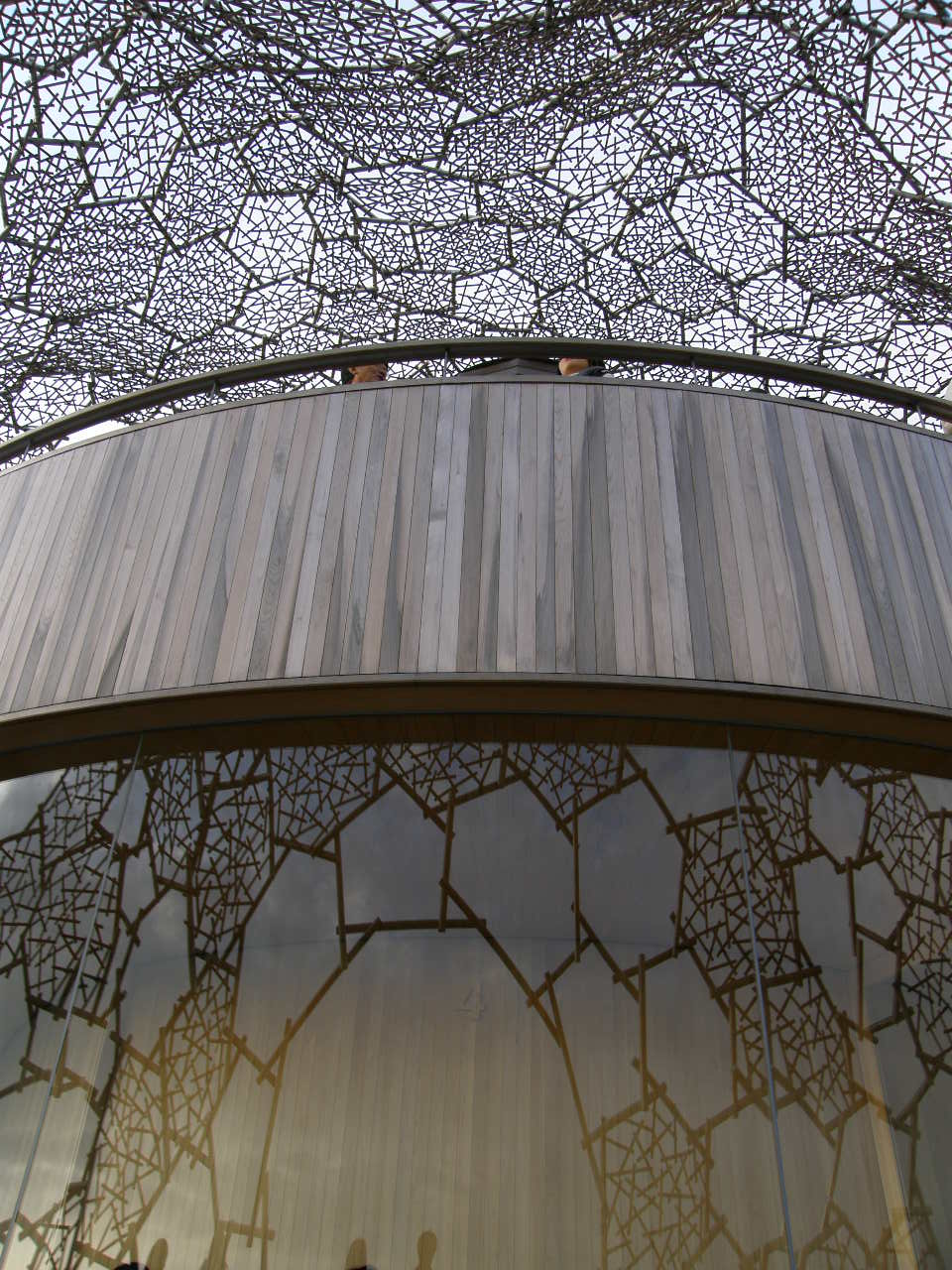
ガラス張りの南向き展望室
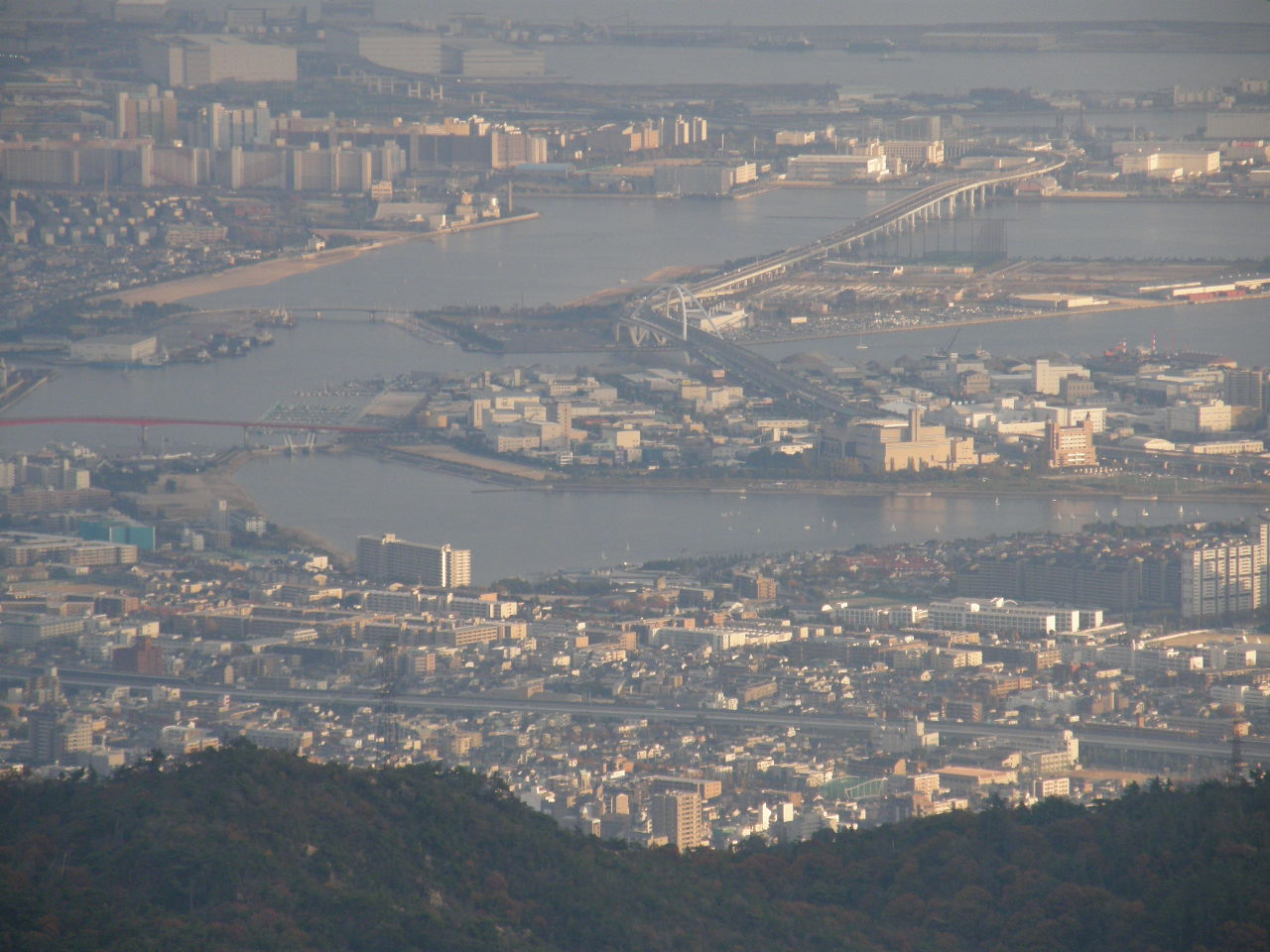
神戸市街から大阪方面を眼下に望む
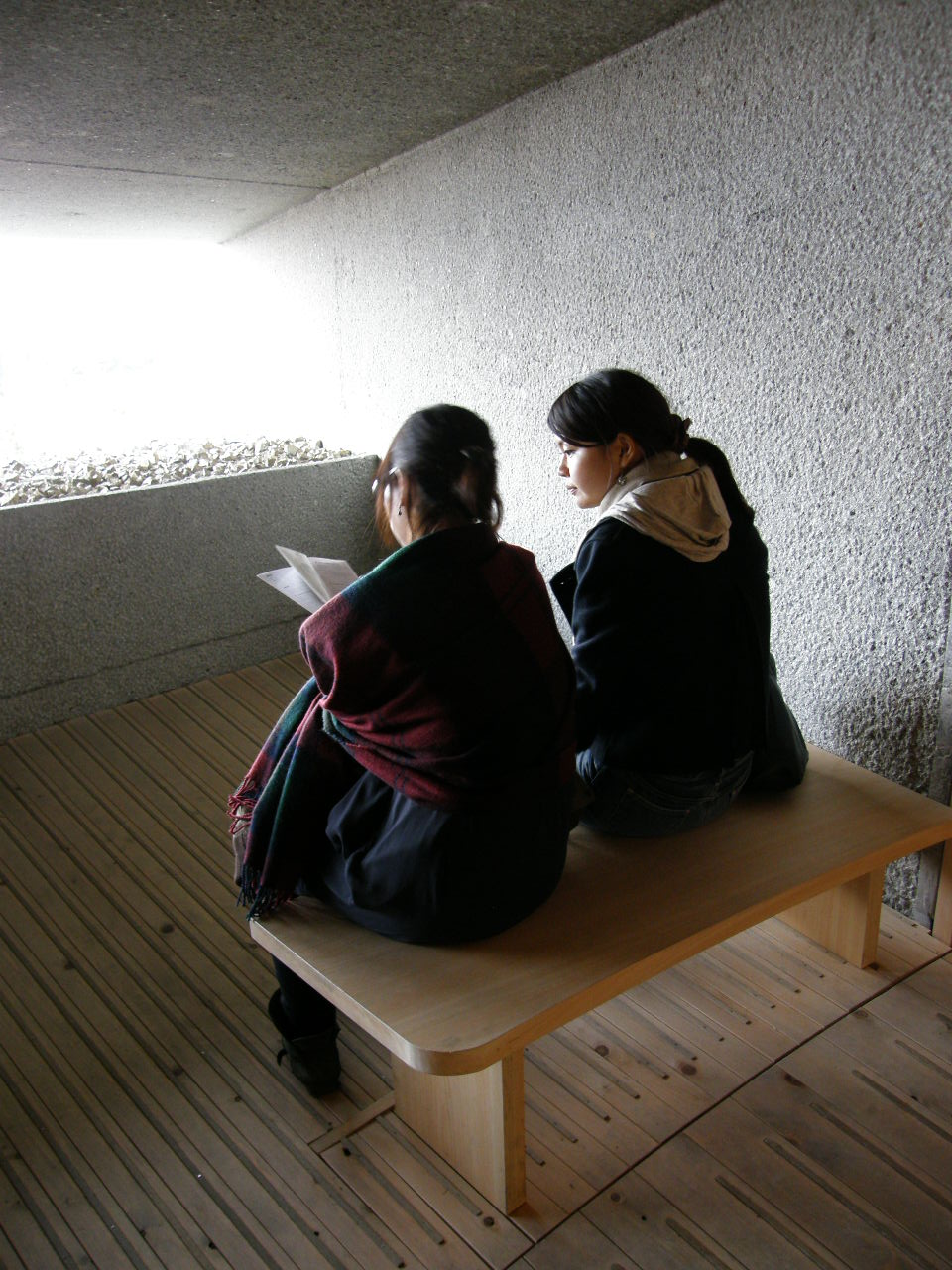
北向きの展望室
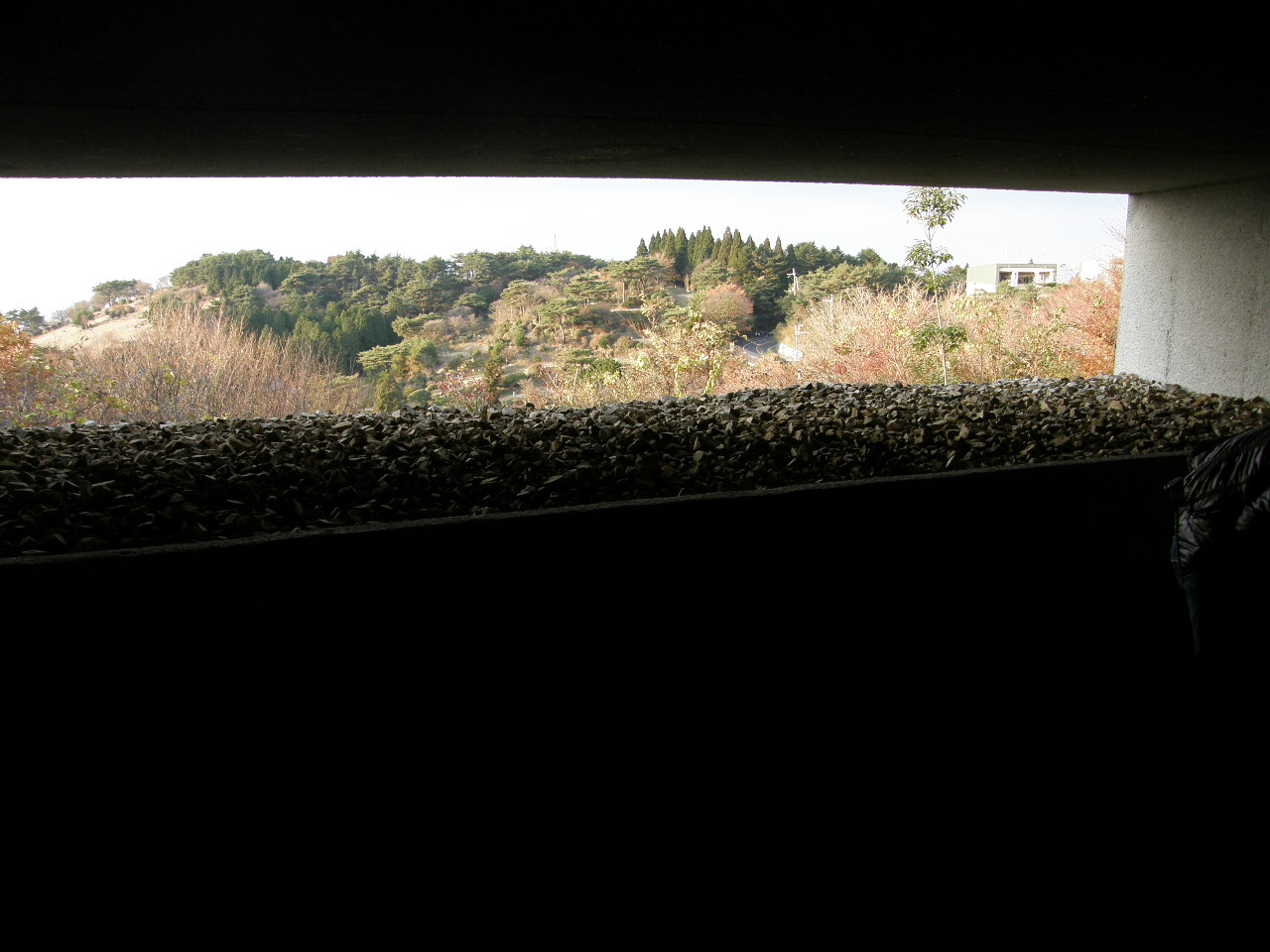
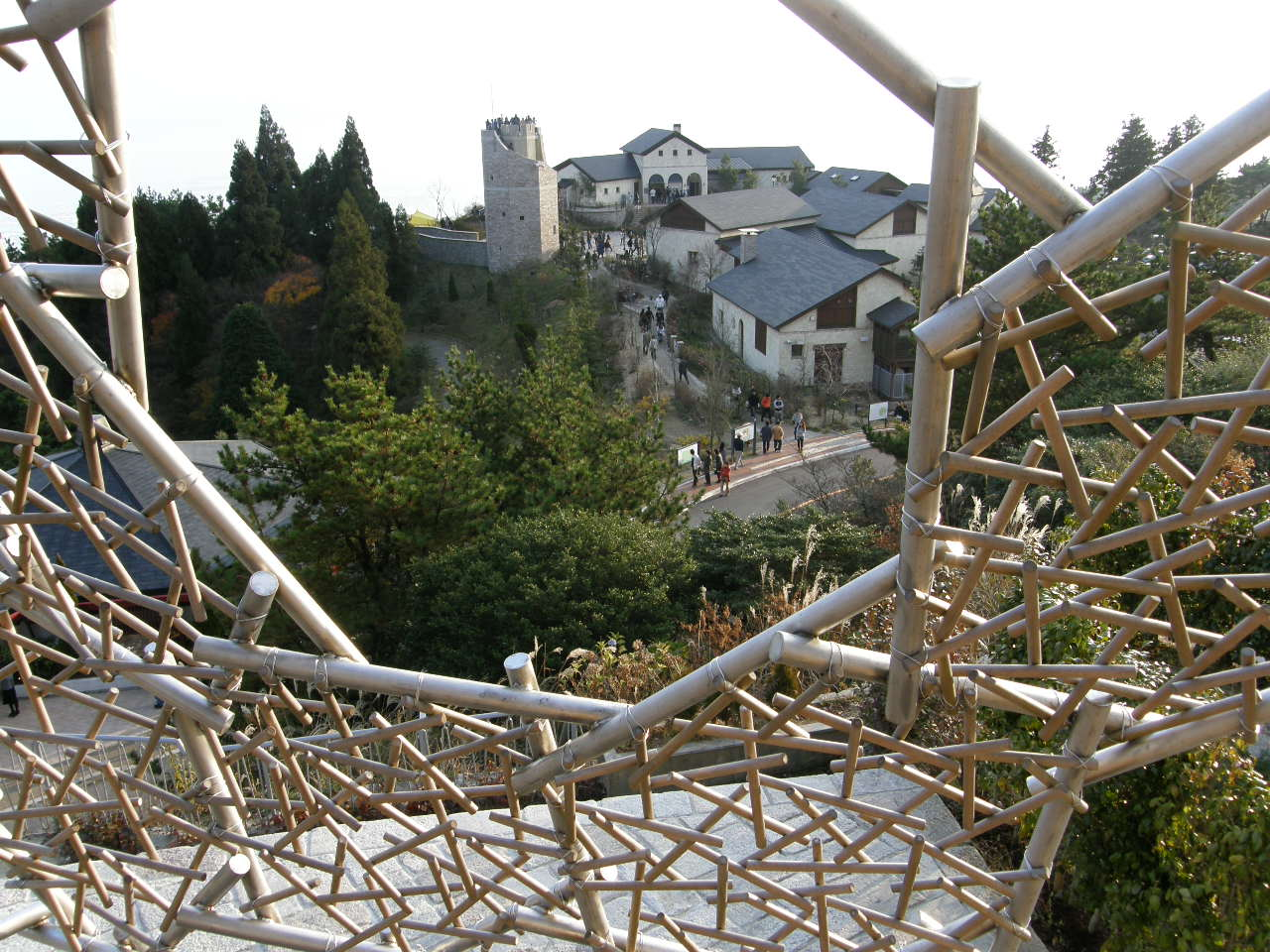
枝葉越しに見る六甲ガーデンテラス
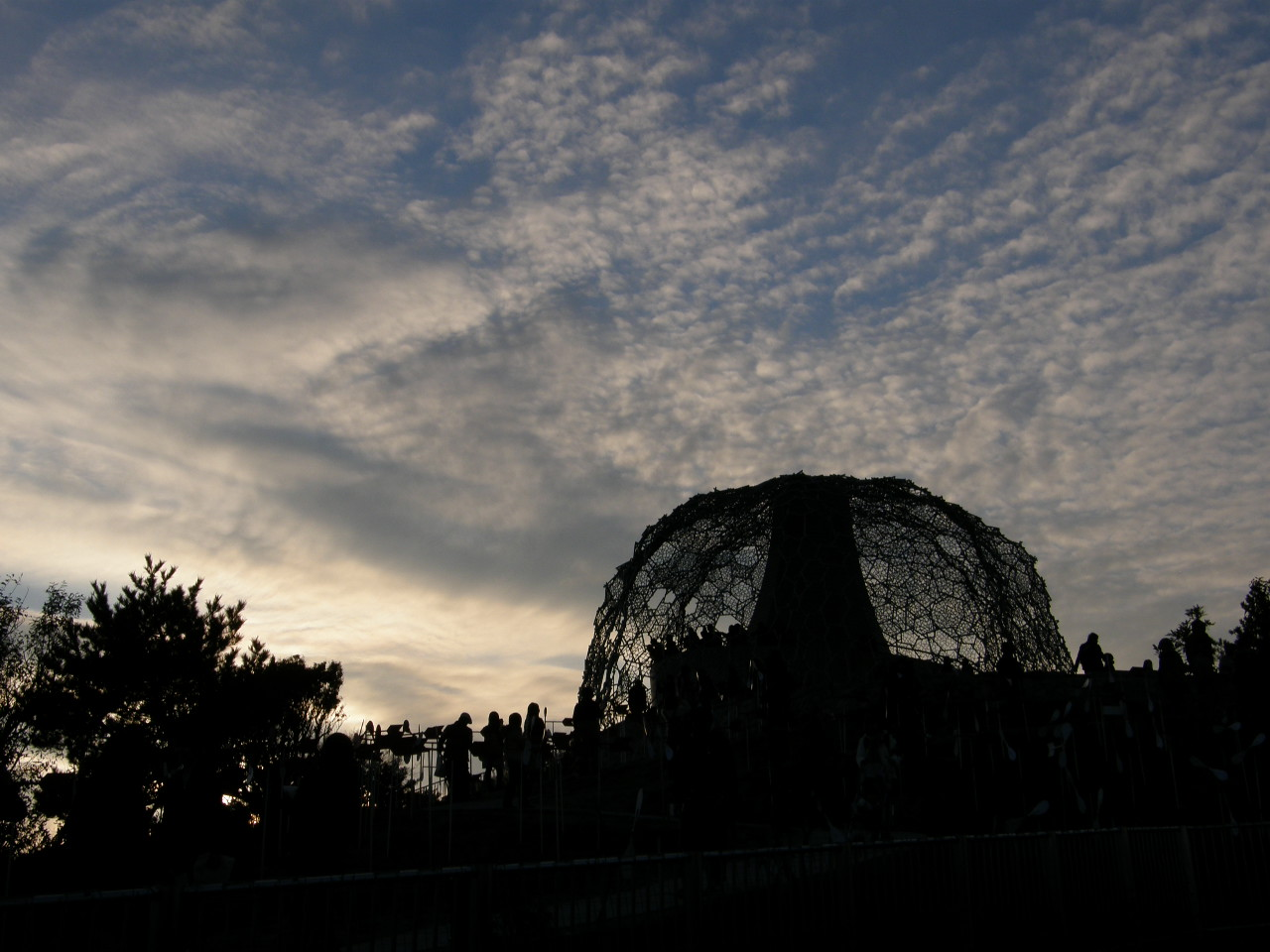
周囲の樹木になじむ全体の景観